# Ænima
Ænima is het tweede complete studioalbum van de Amerikaanse rock- en metalband Tool.

## Tracklist
1. Stinkfist – 5:09
2. Eulogy – 8:25
3. H. – 6:07
4. Useful Idiot – 0:38
5. Forty-Six & 2 – 6:02
6. Message To Harry Manback – 1:53
7. Hooker With A Penis – 4:31
8. Intermission – 0:56
9. jimmy – 5:22[1]
10. Die Eier von Satan – 2:16
11. Pushit – 9:55
12. Cesaro Summability – 1:26
13. Ænema – 6:37
14. (-) Ions – 4:01
15. Third Eye – 13:47[2]

## Singles
- Stinkfist
- H.
- Ænema
- Forty-Six & 2